# Apeadeiro de Coutos
O Apeadeiro de Coutos foi uma gare do Ramal de Portalegre, que servia a localidade de Coutos, no Distrito de Portalegre, em Portugal.

## História
Esta interface situa-se no lanço entre Sousel e Cabeço de Vide-Vaiamonte do Ramal de Portalegre, que abriu à exploração no dia 20 de Janeiro de 1937.
O lanço entre Estremoz e Portalegre foi encerrado pela operadora Caminhos de Ferro Portugueses em 2 de Janeiro de 1990.